# Something Else! The Music of Ornette Coleman
Something Else!!!! (a veces llamado Something Else!!!! The Music of Ornette Coleman) es el álbum debut del saxofonista Ornette Coleman. Según All Music, el álbum "sacudió el mundo del Jazz", revitalizando la unión con el blues. El álbum es inusual para la discografía de Coleman en el sentido en que utiliza un quinteto convencional de bebop (saxo, corneta, piano, bajo y batería). Luego de este álbum, Coleman descartaría el piano, creando un sonido más fluido.

## Historia
Mientras trabajaba como ascensorista en una tienda en Los Ángeles, Ornette reunió a un grupo de músicos –el cornetista Don Cherry, el bajista Charlie Haden, y los bateristas Ed Blackwell y Billy Higgins– con quienes pudo explorar sus inusuales composiciones. Coleman fue presentado al productor Lester Koenig de Contemporary Records por Red Mitchell, un bajista amigo de Coleman quien pensó que Koenig podía estar interesado en comprar las canciones de Coleman. Sin embargo los músicos las encontraban muy complicadas de ejecutar, así que Coleman fue invitado a tocarlas él mismo.

## Crítica
A pesar de ser controversial en su momento, el álbum es ahora generalmente bien recibido. La revista Rolling Stone  admiró la voz del compositor, así como la estructura de los temas. En 2007, All About Jazz señaló que el álbum introdujo "una nueva era en el jazz".

## Historia de lanzamiento
Originalmente lanzado bajo el sello Contemporary, el álbum fue relanzado en 1992 en formato LP, CD y casete en colaboración entre Contemporary y OJC.

## Lista de canciones
Todas compuestas por Ornette Coleman.
1. "Invisible" – 4:11
2. "The Blessing" – 4:45
3. "Jayne" – 7:17
4. "Chippie" – 5:37
5. "The Disguise" – 2:46
6. "Angel Voice" – 4:19
7. "Alpha" – 4:09
8. "When Will the Blues Leave?" – 4:58
9. "The Sphinx" – 4:13

## Personal
- Ornette Coleman – saxofón
- Don Cherry – corneta
- Walter Norris – piano
- Don Payne – contrabajo
- Billy Higgins – batería

- Lester Koenig – productor
- Roy DuNann – ingeniero